# Ricinoides megahanseni
Ricinoides megahanseni — вид павукоподібних ряду Рицінулеї (Ricinulei). Він зустрічається у тропічних лісах Кот-д'Івуару.